# Новомар'ївська сільська територіальна громада
Новомар'ївська сільська територіальна громада — територіальна громада в Україні, у Вознесенському районі Миколаївської області. Адміністративний центр — село Новомар'ївка.
Утворена 4 липня 2018 року шляхом об'єднання Кам'яно-Костуватської, Костуватської, Миролюбівської та Новомар'ївської сільських рад Братського району.

## Населені пункти
До складу громади входить селище Людмилівка та 25 сіл: 
- Антонівка
- Воронине
- Ганнівка
- Григорівка
- Дарниця
- Єлизаветівка
- Кам'яно-Костувате
- Кам'янопіль
- Костувате
- Лісове
- Миролюбівка
- Михайло-Жукове
- Мостове
- Новомар'ївка
- Новофедорівка
- Обухівка
- Орлове Поле
- Петрівка Друга
- Петрівка Перша
- Прищепівка
- П'ятихатки
- Степове
- Тимофіївка
- Цибульки
- Юріївка.